# Epamera parva
Epamera parva är en fjärilsart som beskrevs av George Thomas Bethune-Baker 1926. Epamera parva ingår i släktet Epamera och familjen juvelvingar. Inga underarter finns listade i Catalogue of Life.